# Municipi de Boden
Boden (en suec: Boden kommun) és un municipi del Comtat de Norrbotten, al nord de Suècia. El seu centre administratiu està situat a Boden.

## Localitats
Hi ha 6 localitats (o àrees urbanes) al Municipi de Boden:
| # | Localitat    | Població |
| - | ------------ | -------- |
| 1 | Boden        | 18,680   |
| 2 | Sävast       | 3,121    |
| 3 | Harads       | 558      |
| 4 | Unbyn        | 481      |
| 5 | Vittjärv     | 429      |
| 6 | Bodträskfors | 205      |

El centre administratiu és en negreta

## Agermanaments
El Municipi de Boden manté una relació d'agermanament amb les següents localitats:
- Alta, Noruega
- Oulu, Finlàndia (des del 1948)[2]
- Apatity, Rússia

Tots elles estan situades al nord, només Oulu es troba en una latitud més meridional que Boden.

## Fills il·lustres
- Peter Englund, escriptor, historiador (desè membre de l'Acadèmia Sueca)
- Berit Granquist, esgrimidor
- Eyvind Johnson, escriptor (premiat amb el Premi Nobel de Literatura el 1974)
- Niclas Wallin, jugador d'hoquei sobre gel
- Tobias "Tejbz" Öjerfalk, personalitat en línia